# Regne de Croàcia
El Regne de Croàcia (llatí: Regnum Croatiae; croat: Kraljevina Hrvatska, Hrvatsko Kraljevstvo) fou un regne medieval de l'Europa central que comprenia la major part del que avui és Croàcia (sense l'Ístria occidental i algunes ciutats costaneres dàlmates), a més de l'actual Bòsnia i Hercegovina. El regne va existir com a estat sobirà durant gairebé dos segles. La seva existència es va caracteritzar per diversos conflictes i períodes de pau o aliança amb els búlgars, bizantins i hongaresos, i competició amb Venècia pel control de la costa adriàtica oriental. L'objectiu de promoure el croat als serveis religiosos fou introduït durant el segle x pel bisbe Gregori de Nin. Va portar a un conflicte amb el Papa, que posteriorment apaivagaria. Durant la segona meitat del segle xi, Croàcia va assegurar la major part de les ciutats costaneres de Dalmàcia amb el final del control dels romans d'Orient. Durant aquesta època, el regne va arribar a la seva màxima esplendor sota el regnat dels reis Pere Krešimir IV (1058-1074) i Dmitar Zvonimir (1075-1089).
L'estat fou governat principalment per la dinastia Trpimirović fins al 1091. Llavors, el regne va patir una crisi de successió i després d'una dècada de conflictes pel tron i les conseqüències de la batalla de la muntanya Gvozd, la corona va passar a la dinastia Árpád amb la coronació del Rei Coloman d'Hongria com a "Rei de Croàcia i Dalmàcia" a Biograd el 1102, unint així els reialmes sota una sola corona. Els termes exactes de la relació entre els dos reialmes esdevingué objecte de disputa durant el segle xix. La naturalesa de la relació va variar segons el període, Croàcia va retenir un gran grau d'autonomia interna en general, mentre que el poder real restava en mans de la noblesa local. Els historiadors croats i hongaresos moderns veuen les relacions entre el Regne de Croàcia i el Regne d'Hongria del 1102 com una forma d'unió personal de dos regnes internament autònoms units per un rei comú.

## Nom
El primer nom oficial de l'estat fou "Regne dels Croats" (llatí: Regnum Croatorum; croat: Kraljevstvo Hrvata), però al llarg del temps el nom "Regne de Croàcia" (Regnum Croatiae; Kraljevina Hrvatska) va guanyar força. A partir del 1060, quan Pere Krešimir IV va prendre el control de les ciutats costaneres del tema de Dalmàcia, prèviament sota domini de l'Imperi Romà d'Orient, el nom oficial i diplomàtic del regne era "Regne de Croàcia i Dalmàcia" (Regnum Croatiae et Dalmatiae; Kraljevina Hrvatska i Dalmacija). Aquesta forma es va mantenir fins a la mort del Rei Stjepan II l'any 1091.

## Història

### Creació

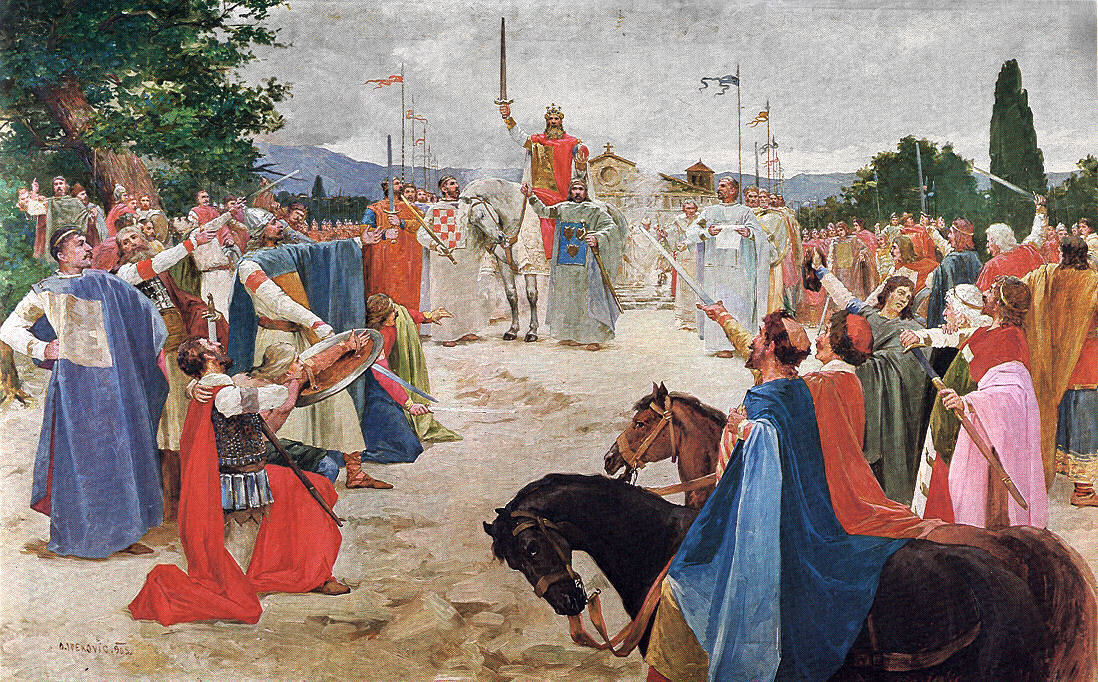
Coronació del Rei Tomislav d'Oton Iveković (1869-1939)

Al voltant del 925 es va elevar Croàcia a l'estatus de Regne. Tomislav era el primer governant croat que la cancelleria papal havia honorat amb el títol de "rei". Es diu generalment que Tomislav fou coronat el 925; tanmateix, no és segur. Es creu que va ser coronat a Tomislav Grad, avui dia al sud-oest de Bòsnia i Hercegovina. Es desconeix quan i qui el coronà, i fins i tot si va ser coronat. Tomislav és mencionat com a rei en dos documents preservats publicats a Historia Salonitana, primer en una nota que precedeix el text de les conclusions del Concili de Split el 925, on s'explica que Tomislav és el "rei" que governa "a la província dels croats i a les regions dàlmates" (in prouintia Croatorum et Dalmatiarum finibus Tamisclao rege), i al dotzè cànon de les conclusions del concili el governador dels croats s'anomena "rei" (rex et proceres Chroatorum). En una carta escrita pel papa Joan X, Tomislav és anomenat "Rei dels Croats" (Tamisclao, regi Crouatorum). La Crònica del Capellà de Duklja titulava Tomislav com a rei i especificava el seu regnat en 13 anys. Tot i que no hi ha inscripcions de Tomislav per confirmar el títol, en inscripcions i cartes posteriors es confirma que els seus successors del segle x s'anomenaven "reis". Sota el seu regnat, Croàcia va esdevenir un dels regnes més poderosos dels Balcans.

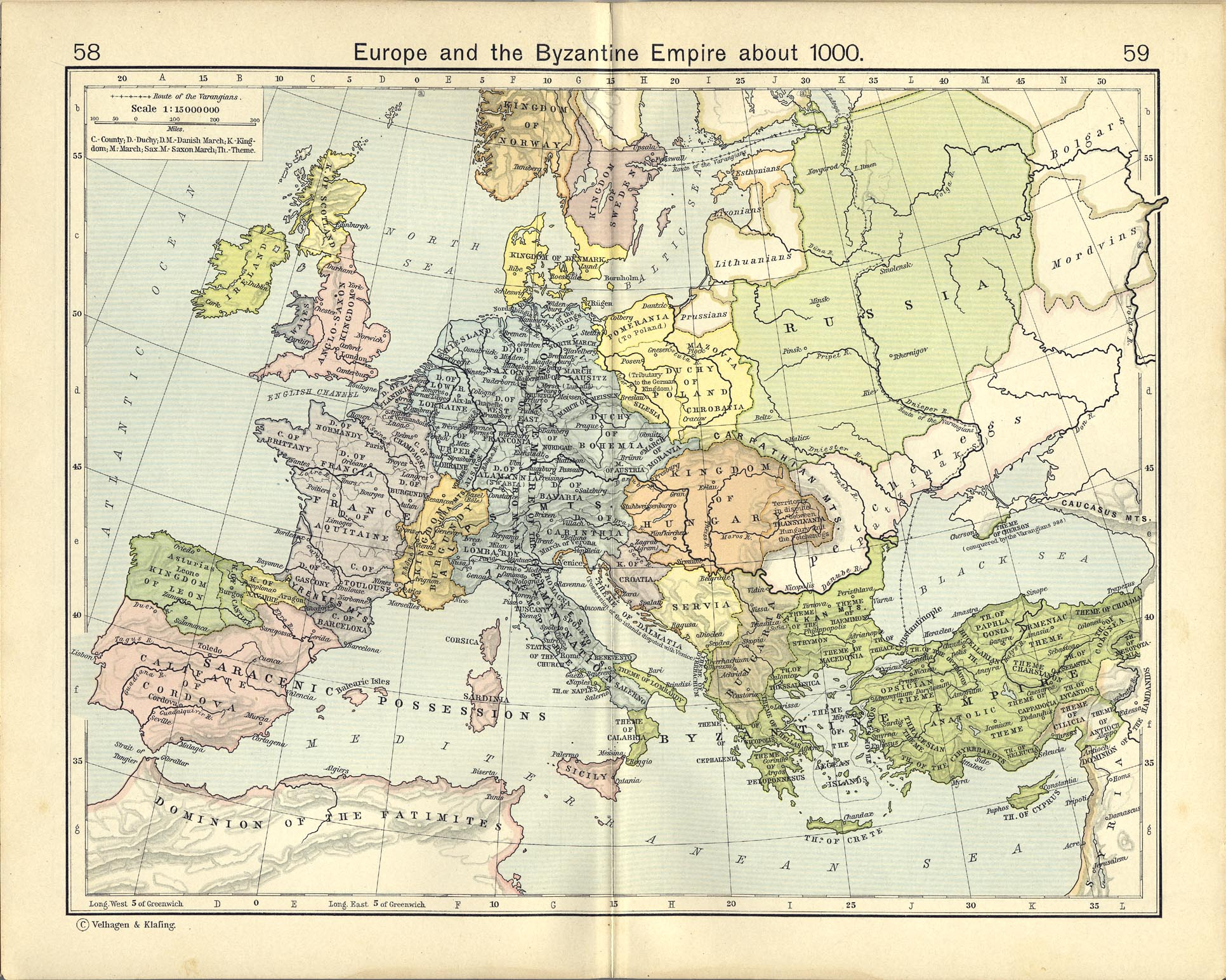
Mapa d'Europa c. 1000 dC

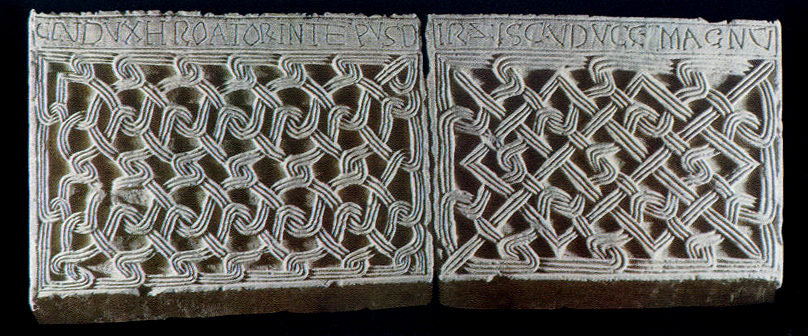
L'entrellaçat croata (pleter) amb la inscripció de Stjepan Držislav, segle X

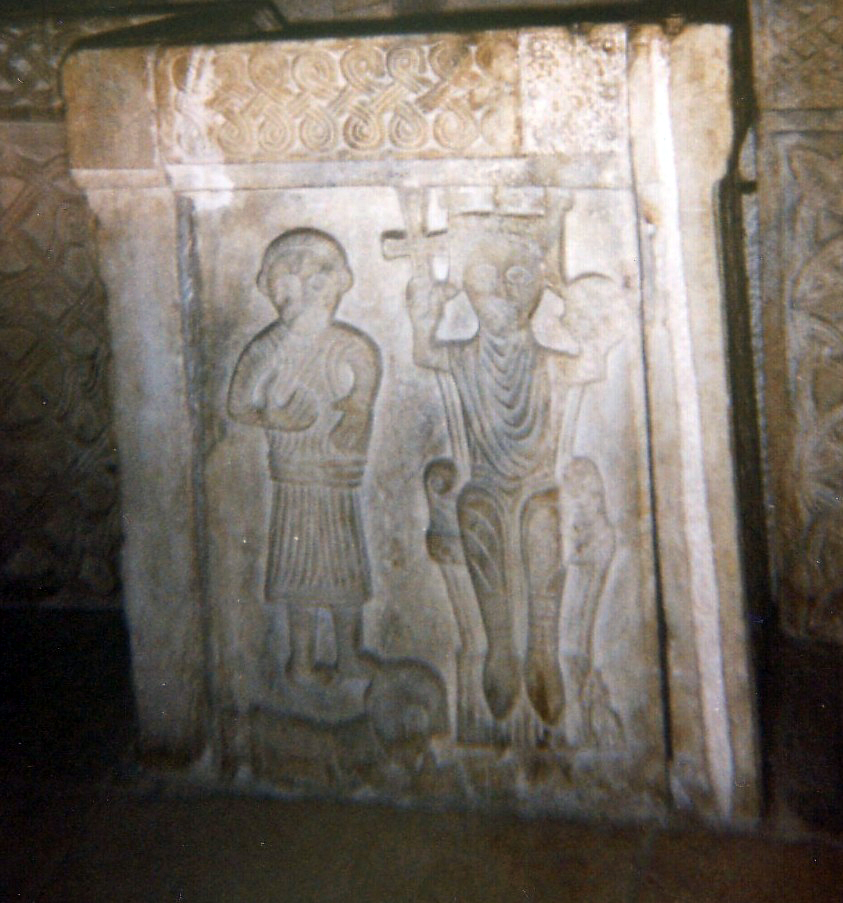
Una pila del amb un gravat d'un governant croat.

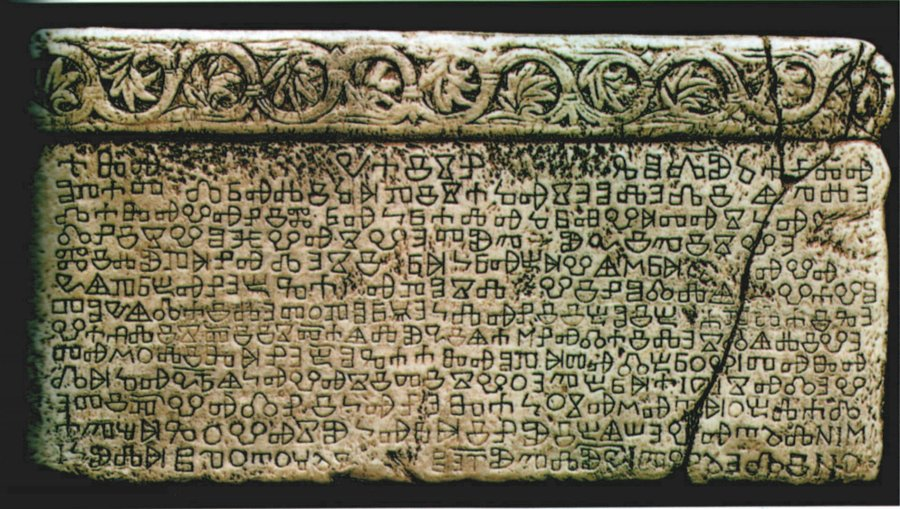
Tauleta de Baška, que data de l'any 1100

Tomislav, descendent de Trpimir I, és considerat un dels membres més destacats de la dinastia Trpimirović. En algun punt entre el 923 i el 928, Tomislav va reeixir en unir els croats de Pannònia i Dalmàcia, cadascuna regnada per ducs diferents. Tot i que es desconeix l'abast geogràfic del regne de Tomislav, probablement cobria la major part de Dalmàcia, Pannònia, i el nord i l'oest de Bòsnia. Croàcia s'administrava com un grup d'onze comtats (županije) i un banat (Banovina). Cadascuna d'aquestes regions tenia una ciutat reial fortificada.
Croàcia entraria en conflicte poc després amb l'Imperi Búlgar sota Simeó I (anomenat Simeó el Gran a Bulgària), que ja estava en guerra amb els romans d'Orient. Tomislav va pactar amb l'Imperi Romà d'Orient pel qual l'emperador romà d'Orient Romà Lecapè el podria haver recompensat amb alguna mena de control sobre les ciutats costaneres del tema romà de Dalmàcia, i amb una part del tribut que recaptava de les ciutats costaneres. Després que Simeó conquerís el Principat de Sèrbia el 924, Croàcia va rebre i protegir els serbis expulsats, amb el seu líder Zaharija. L'any 926, Simeó va intentar trencar el pacte entre croats i bizantins, i conquerir després el tema romà de Dalmàcia, poc defensada, enviant el duc Alogobotur amb un nombrós exèrcit contra Tomislav, però fou derrotat en la batalla de les altiplans de Bòsnia. Després de la mort de Simeó el 927 es va restaurar la pau entre Croàcia i Bulgària amb la mediació dels legataris del papa Joan X Segons Sobre l'administració de l'imperi, d'aquell mateix període, l'exèrcit i la marina croats de l'època podrien haver consistit en aproximadament 100.000 unitats d'infanteria, 60.000 cavallers i 80 vaixells de guerra grans (sagina) i 100 més de petits (anomenats condura), si bé es creu que aquestes xifres estan exagerades considerablement.

### Segle X
La societat croata va experimentar canvis notables durant el segle x. Els líders locals, els župani, foren reemplaçats per servents del rei, que agafaven la terra de propietaris anteriors, creant essencialment un sistema feudal. Els camperols prèviament lliures esdevingueren serfs i deixaren de ser soldats, afeblint el poder militar de Croàcia.
Tomislav fou succeït per Trpimir II (c. 928–935) i Krešimir I (c. 935–945), que van aconseguir mantenir el seu poder i tenir bones relacions tant amb l'Imperi Romà d'Orient com amb el Papa. En general, però, aquest període és obscur. El regnat del fill de Krešimir, Miroslav, fou marcat per un afebliment gradual de Croàcia. Diversos territoris perifèrics es van aprofitar de les condicions per fer secessions. Miroslav va regnar durant quatre anys abans de ser assassinat pel seu ban Pribina durant una lluita interna pel poder. Pribina va cedir el tron a Mihajlo Krešimir II (949-969), que va restaurar l'ordre a la major part de l'estat. Va mantenir especialment bones relacions amb les ciutats costaneres dàlmates, i ell i la seva dona Helena van donar terres i esglésies a Zadar i Solin. Helena va construir l'Església de Santa Maria a Solin que va servir com a tomba dels governants croats. Helena morí el 8 d'octubre de 976 i fou enterrada en aquesta església, amb una inscripció que l'anomenava "Mare del Regne" al seu sarcòfag.
Mihajlo Krešimir II fou succeït pel seu fill Stjepan Držislav (969-997), que va establir millors relacions amb l'Imperi Romà d'Orient i el seu tema de Dalmàcia. Segons Historia Salonitana, Držislav va rebre insígnies reials dels romans d'Orient, juntament amb el títol d'eparca i de patrici. També segons aquesta obra, des de l'època del regnat de Džislav els seus successors s'anomenaven "reis de Croàcia i Dalmàcia". Uns panells de pedra de l'altar d'una església del segle x a Knin amb la inscripció de Držislav, possiblement on era hereu al tron, mostren que hi havia una jerarquia definida que regulava els afers de successió al tron.

### Segle XI
Quan Stjepan Držislav va morir el 997, els seus tres fills, Svetoslav (997–1000), Krešimir III (1000–1030) i Gojslav (1000–1020), van obrir un conflicte violent pel tron, afeblint l'estat i permetent que els venecians, sota Pere Orsèol II, i els búlgars, sota Samuel, envaïssin les possessions croates de l'Adriàtic. L'any 1000, Orseolo va liderar la flota veneciana cap a l'Adriàtic oriental i gradualment va agafar el control de tota la zona, inicialment les illes del golf de Kvarner i Zadar, llavors Trogir i Split, posteriorment es produí una batalla naval amb els narentins on va aconseguir el control de Korčula i Lastovo, i va reclamar el títol de dux Dalmatiæ. Krešimir III va intentar recuperar les ciutats dàlmates i tingué un èxit relatiu fins al 1018, quan fou derrotat pels venecians aliats amb els llombards. El mateix any el seu regne esdevingué breument vassall de l'Imperi Romà d'Orient fins al 1025 i la mort de Basili II. El seu fill, Stjepan I (1030–1058), només va aconseguir que el duc narentí esdevingués el seu vassall el 1050.

Croàcia en un mapa del sud-est d'Europa el 1045

Durant el regnat de Krešimir IV (1058–1074), el regne medieval de Croàcia va arribar al seu pic territorial. Krešimir va aconseguir que l'Imperi Romà d'Orient el confirmés com a governador suprem de les ciutats dàlmates, és a dir, el tema de Dalmàcia, excloent-ne el tema de Dubrovnik i el Ducat de Dirràquion. També va permetre que la Cúria Romana s'impliqués més en els afers religiosos de Croàcia, fet que va consolidar el seu poder però va fer trontollar el seu regnat sobre el clergat glagolític en parts d'Ístria després del 1060. Sota Krešimir IV, Croàcia estava composta per dotze comtats i era lleugerament més gran que en l'època de Tomislav. Incloïa el ducat de Pagània al sud de Dalmàcia, i la seva influència s'estenia per Zahumlje, Travunia i Duklja. Els župans (caps de comtat) tenien els seus propis exèrcits privats. Els noms dels títols de cort en la seva forma vernacular apareixen per primer cop durant el seu regnat, com vratar ("porter") Jurina i postelnik ("camarlenc"), entre d'altres.
Tanmateix, el 1072, Krešimir va assistir l'aixecament búlgar i serbi contra els romans d'Orient, que hi van respondre el 1074 enviant el comte normand Amico de Giovinazzo per assetjar Rab. No van poder capturar l'illa, però sí el rei, i els croats van haver de marxar de Split, Trogir, Zadar, Biograd i Nin per donar-ho als normands. El 1075, Venècia va expulsar els normands i va assegurar-se les ciutats. La mort de Krešimir IV el 1074 també va marcar el final de facto de la dinastia Trpimirović, que havia regnat les terres croates durant dos segles.
Segons el Cartulari Supetar, un nou rei fou escollit per set bans (si l'anterior moria sense successor, com en el cas de Krešimir IV): el ban de Croàcia, el ban de Bòsnia i el ban d'Eslavònia, entre d'altres. Els bans foren elegits per les primeres sis tribus croates, mentre que els altres sis eren responsables d'escollir župans.
Krešimir fou succeït per Dmitar Zvonimir (1075–1089) de la branca Svetoslavić de la dinastia Trpimirović. Prèviament havia estat ban a Eslavònia en servei de Pere Krešimir IV i més endavant Duc de Croàcia. Va guanyar el títol de rei amb el suport del papa Gregori VII i fou coronat Rei de Croàcia a Solin el 8 d'octubre de 1076. Zvonimir va ajudar els normands sota Robert Guiscard en la seva lluita contra l'Imperi Romà d'Orient i Venècia entre el 1081 i el 1085. Zvonimir ajudà a transportar les seves tropes a l'Estret d'Otranto i a ocupar la ciutat de Dirràquion. Les seves tropes van assistir els normands en moltes batalles per la costa albanesa i grega. A causa d'això, el 1085, els romans d'Orient van transferir els seus drets sobre Dalmàcia a Venècia.
La reialesa de Zvonimir apareix esculpida en pedra a la Tauleta de Baška, preservada com un dels textos més antics escrits en croat al museu arqueològic de Zagreb. El regnat de Zvonimir és recordat com a pacífic i pròsper, durant el qual la connexió dels croats amb la Santa Seu es va reafirmar tant que el catolicisme segueix tenint pes avui dia a Croàcia. En aquesta època, els títols nobiliaris de Croàcia es van fer anàlegs als d'altres parts d'Europa, amb comes i baron fets servir pels župani i pels nobles de la cort reial, i vlastelin per la noblesa. L'estat croat s'apropava a l'Europa occidental i s'allunyava de l'oriental.
Demetrius Zvonimir es va casar amb Helena d'Hongria el 1063. La Reina Helena fou una princesa hongaresa, filla del Rei Béla I de la dinastia hongaresa d'Árpád, i era germana del futur rei d'Hongria Ladislau I. Zvonimir i Helena van tenir un fill, Radovan, que va morir al voltant dels vint anys. El Rei Dmitar Zvonimir va morir el 1089; les circumstàncies exactes de la seva mort són desconegudes. Segons una llegenda posterior, probablement sense base, el Rei Zvonimir va morir durant una revolta el 1089.
No hi havia capital estatal permanent, ja que la residència reial variava segons cada governant; cinc ciutats en total van obtenir el títol de seu reial: Nin (Krešimir IV), Biograd (Stjepan Držislav, Krešimir IV), Knin (Zvonimir, Pere Svačić), Šibenik (Krešimir IV) i Solin (Krešimir II).

## Crisi de successió
Sense hereu directe per succeir-lo, Stjepan II (regnat entre 1089–1091) de la línia principal dels Trpimirović va arribar al poder de gran. Stjepan havia de ser l'últim rei de la dinastia Trpimirović. El seu regnat va ser relativament inefectiu i va durar menys de dos anys. Va passar la major part del seu temps vivint en tranquil·litat al monestir de Sv. Stjepan pod Borovima (Sant Esteve sota els Pins) prop de Split. Va morir a principis del 1091, sense deixar un hereu. Com que no vivia cap mascle de la casa dels Trpimirović, poc després va esclatar una guerra civil.

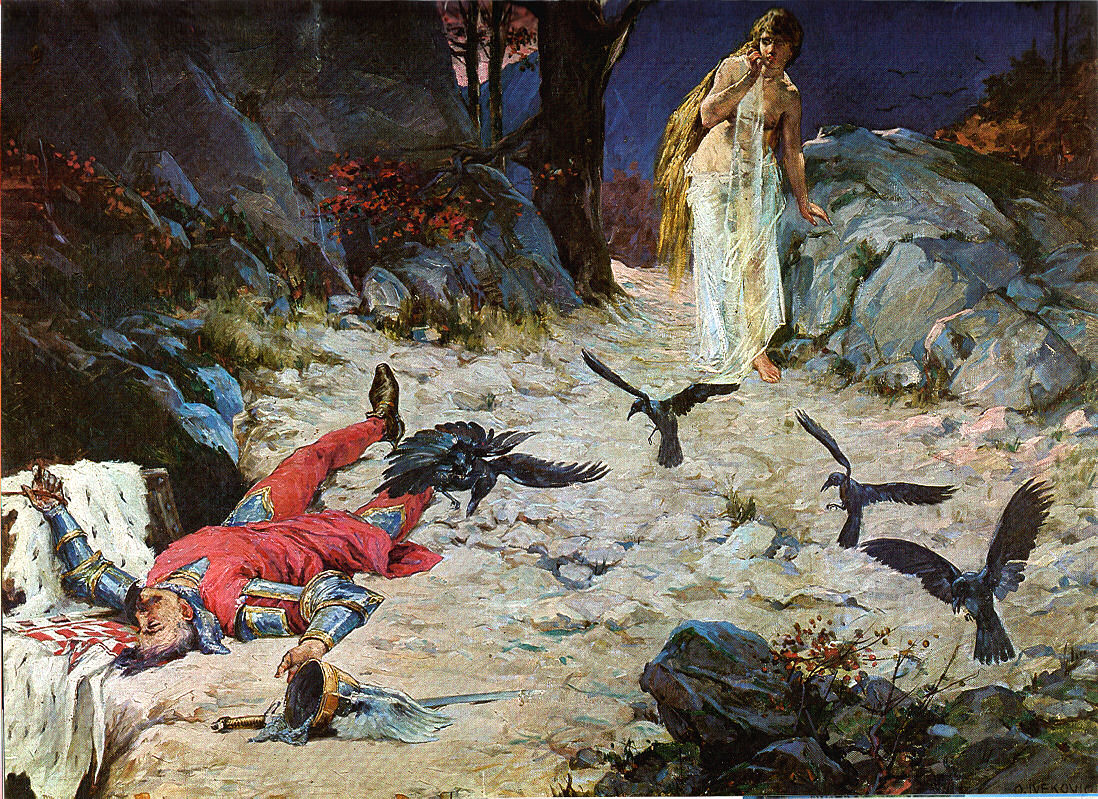
Mort del Rei Pere a la Muntanya Gvozd Mountain el 1097, d'Oton Iveković

La vídua del rei Zvonimir, Helena, va intentar mantenir el seu poder a Croàcia durant la crisi de successió. Alguns nobles croats propers a Helena, possiblement els Gusići i/o Viniha de la família Lapčani, que es disputaven la successió després de la mort de Zvonimir, van demanar al rei Ladislau I que ajudés a Helena i li van oferir el tron croat, que creia seu per drets d'herència. Segons algunes fonts, diverses ciutats dàlmates també van demanar ajuda al rei Ladislau, presentant-se com a croats blancs a la seva cort. Així, la campanya que va llançar Ladislau no era purament una agressió exterior ni apareixia al tron croat com a conqueridor, sinó com a successor per drets hereditaris. El 1091, Ladislau va travessar el riu Drava i va conquerir tota la província d'Eslavònia sense trobar-se amb resistència, però la seva campanya es va aturar prop de les Muntanyes de Ferro (mont Gvozd). Com que els nobles croats estaven dividits, Ladislau va reeixir, si bé no va poder establir el seu control a tota Croàcia. Tanmateix, no es coneix l'extensió exacta de la seva conquesta. En aquell període, els cumans van atacar el Regne d'Hongria, probablement enviats per l'Imperi Romà d'Orient, així que Ladislau va haver de retirar la seva campanya a Croàcia. Ladislau va designar el seu nebot Álmos com a administrador de l'àrea que controlava de Croàcia, va establir la diòcesi de Zagreb com a símbol de la seva nova autoritat i va retornar a Hongria. Durant la guerra, Pere Svačić fou elegit rei pels senyors feudals croats el 1093. La capital de Pere era a Knin. El seu regne fou marcat per una lluita per controlar el país amb Álmos, que no va poder establir el seu regnat i es va haver de retirar a Hongria 1095.

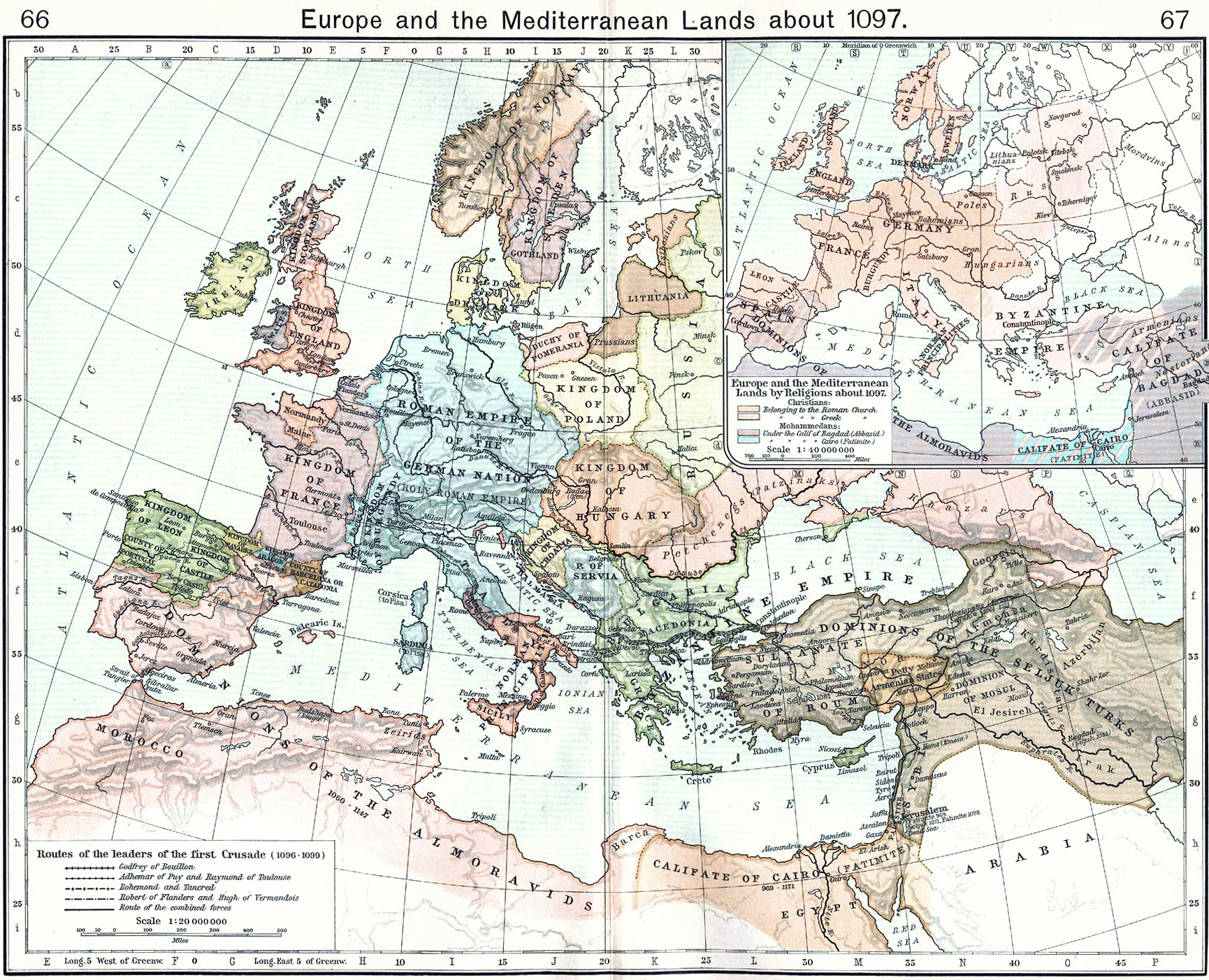
El Regne de Croàcia c. 1097-1102, durant la crisi de successió

Ladislau va morir el 1095, deixant el seu nebot Coloman per continuar amb la campanya. Coloman, com havia passat amb Ladislau, no es veia com a conqueridor sinó com a pretendent del tron croat. Coloman va organitzar un gran exèrcit per enfortir el seu reclam al tron i el 1097 va derrotar les tropes del rei Pere, que va morir en la batalla de la muntanya Gzvod. Com que els croats no tenien líder i Dalmàcia comptava amb nombroses ciutats fortificades difícils de conquerir, Coloman va començar a negociar amb els senyors feudals croats. Després de diversos anys, la noblesa croata va acabar reconeixent-lo com a rei, i Coloman fou coronat a Biograd el 1102, amb el títol de "Rei d'Hongria, Dalmàcia i Croàcia". Alguns dels termes de la seva coronació es resumeixen a Pacta Conventa, on 12 nobles croats es comprometien a reconèixer Coloman com a rei, que en contrapartida, els permetia no pagar ni tributs ni impostos i retenir les seves propietats. Els nobles havien d'enviar com a mínim deu cavallers armats més enllà del riu Drava si s'atacaven les fronteres del regne. Tot i que Pacta Conventa no és un document autèntic del 1102, és molt probable que hi hagués algun contracte o acord entre els nobles croats i Coloman que regulés les relacions de la mateixa manera.

### Unificació

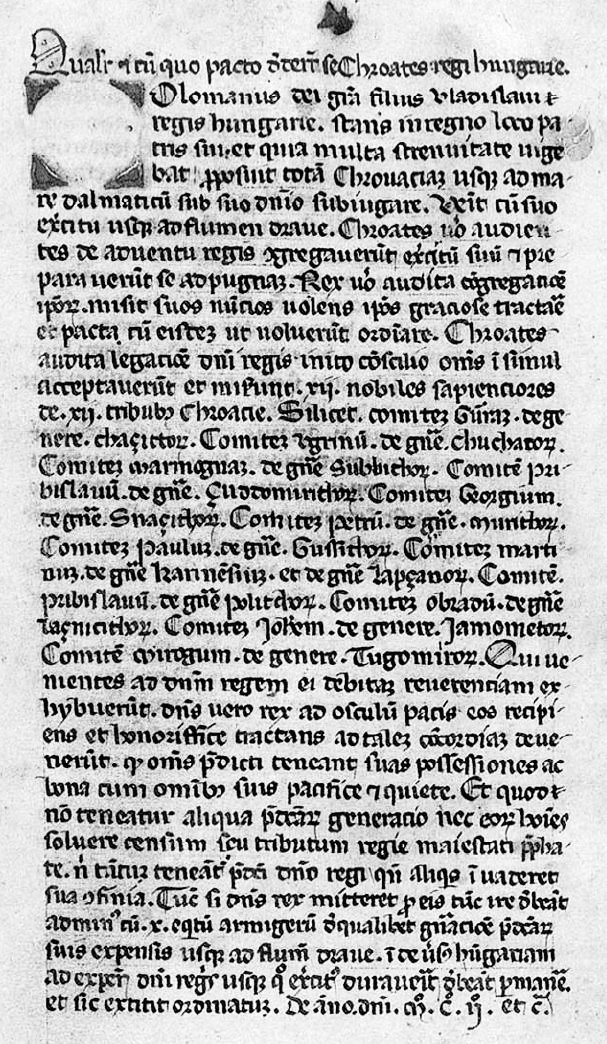
Una transcripció del de Pacta conventa, preservada al Museu Nacional Hongarès. La major part d'historiadors creuen que fou falsificat, però que el contingut es correspon a la realitat del regnat a Croàcia.

El 1102, després d'una crisi de successió, la corona va passar a mans de la dinastia Árpád, amb la coronació del rei Kálmán I d'Hongria com a "Rei de Croàcia i Dalmàcia" a Biograd. Els termes exactes de la unió entre els dos regnes va ser objecte de disputa durant el segle xix. Els dos regnes es van unificar sota la dinastia Árpad tant per tria de la noblesa croata o a la força pels hongaresos. Els historiadors croats sostenen que la unió era personal en la forma de rei compartit, un punt de vista compartit per historiadors hongaresos, menter que els historiadors nacionalistes hongaresos i serbis ho veuen com una forma d'annexió. La tesi de l'ocupació hongaresa va aparèixer durant el segle xix durant el renaixement nacional hongarès. Així, en la historiografia hongaresa més antiga la coronació de Coloman a Biograd era objecte de disputa, i la seva posició era que Croàcia fou conquerida. Tot i que aquestes afirmacions encara es poden trobar actualment, des que van desaparèixer les tensions entre Croàcia i Hongria, en general s'ha acceptat que Coloman fou coronat rei a Biograd. Avui dia, historiadors legals hongaresos creuen que la relació d'Hongria amb la regió de Croàcia i Dalmàcia d'aquell període fins al 1526 i la mort de Lluís II era similar a una unió personal, similar a la relació entre Escòcia i Anglaterra.
Segons la Worldmark Encyclopedia of Nations i la Grand Larousse encyclopédique, Croàcia va entrar en una unió personal amb Hongria el 1102, que va ser la base de la relació entre els dos països fins al 1918, mentre que l'Encyclopædia Britannica especificava la unió com a dinàstica. Segons la recerca de la Biblioteca del Congrés, Coloman va derrotar l'oposició després de la mort de Ladislau I i va guanyar la corona de Dalmàcia i Croàcia el 1102, forjant així un vincle entre les corones croata i hongaresa que van durar fins al final de la Primera Guerra Mundial. La cultura hongaresa va impregnar el nord de Croàcia, i la frontera entre els dos països variava sovint; durant certs períodes, Hongria va tractar Croàcia com un estat vassall. Croàcia tenia el seu governador local, o Ban; una noblesa terratinent privilegiada; i una assemblea de nobles, el Sabor. Segons alguns historiadors, Croàcia va esdevenir una part d'Hongria a finals del segle xi i principis del segle xii, malgrat que és difícil definir la naturalesa de la relació. De vegades Croàcia actuava com a agent independent, i d'altres com a vassall d'Hongria. Tanmateix, Croàcia va retenir un alt grau d'independència interna. El grau d'autonomia, com les fronteres, van variar al llarg de la història.
La major part dels historiadors croats moderns veuen el suposat acord anomenat Pacta Conventa (en català, acords pactats) o Qualiter (la primera paraula del document) com una falsificació del segle xiv. Segons el document, el rei Coloman i els dotze caps dels nobles croats van fer un pacte, en el qual Coloman reconeixia la seva autonomia i privilegis específic. Tot i no ser un document autèntic del 1102, hi va haver almenys un acord verbal que regulava les relacions entre Hongria i Croàcia aproximadament de la mateixa manera, mentre que el contingut del suposat pacte concorda amb la realitat del regnat a Croàcia en més d'un sentit.
L'entrada oficial de Croàcia en una unió personal amb Hongria, que més endavant passaria a formar part de les Terres de la Corona de Sant Esteve, va tenir diverses conseqüències destacades. Les institucions d'un estat croat separat es van mantenir amb el Sabor (parlament) i el ban (virrei) en nom del rei. Un únic ban governava totes les províncies de Croàcia fins al 1225, quan l'autoritat es va dividir entre el ban de tota Eslavònia i un ban de Croàcia i Dalmàcia. Una mateixa persona ocupava els dos càrrecs intermitentment després del 1345, i el 1476 es van ajuntar oficialment els dos càrrecs en un de sol.
La noblesa croata va patir una forta derrota a la batalla del camp de Krbava en 1493 però l'Imperi Otomà no va tenir guanys territorials com a resultat de la victòria i la pau entre els regnes de Croàcia i Hongria i l'Imperi Otomà es va signar l'abril de 1495. Les següents grans incursions otomanes es van produir el 1512 i el 1513, i van donar lloc a la victòria croata a la batalla de Dubica. En dècades posteriors, a causa dels constants atacs otomans, les poblacions croates locals es van traslladar a les zones més segures del nord-oest de Croàcia, la costa i les illes, i també fora del país. L'Imperi Otomà progressivament va conquerir zones del Regne de Croàcia entre el riu Vrbas i el riu Kupa. En 1483, després de la batalla d'Una es va signar una treva per set anys amb Baiazet II que va durar fins a la mort del rei Maties Corví el 1490 però van seguir els enfrontaments locals a les fronteres. El sultà va fer servir aquesta treva per reforçar el seu lideratge i preparar forces noves per una futura expansió del seu imperi cap a l'oest, que va continuar a partir del 1490. Croàcia va tenir una altra victòria sobre els otomans a la batalla de Vrpile el 1491, però també una derrota a la batalla del camp de Krbava el 1493, i va aturar definitivament el seu avanç el 1593 a la batalla de Sisak i la resta de terres va romandre sota el control del Regne de Croàcia. Es va emprar contra els serbis i croats l'elit de l'exèrcit otomà, els geníssers (en turc  yeniçeri ) que constituïen unitats d'infanteria ensinistrades, moltes vegades s'empraven captius cristians.